# Petropedetes palmipes
Petropedetes palmipes là một loài ếch thuộc họ Petropedetidae.
Loài này có ở Cameroon, Guinea Xích Đạo, và Gabon.
Môi trường sống tự nhiên của chúng là rừng ẩm vùng đất thấp nhiệt đới hoặc cận nhiệt đới và sông ngòi.
Chúng hiện đang bị đe dọa vì mất môi trường sống.